# Rudi van Eldik
Rudi van Eldik (* 8. August 1945 in Amsterdam, Niederlande) ist ein südafrikanisch-niederländischer Chemiker, Hochschullehrer und Autor.

## Wirken
Van Eldik wuchs in Johannesburg (Südafrika) auf und studierte zunächst an der Universität von Potchefstroom (Südafrika), wo er 1971 promoviert wurde.
Es folgten Aufenthalte als Post-Doktorand 1971 an der State University of New York (SUNY) bei G. M. Harris und 1977 als Alexander-von-Humboldt-Stipendiat an der Johann Wolfgang Goethe-Universität Frankfurt am Main bei H. Kelm. Nachdem van Eldik bereits von 1972 bis 1976 Senior Lecturer in Potchefstroom (Südafrika) und 1978 Senior Research Associate bei G. M. Harris an der SUNY war, wurde er 1979 Professor für Physikalische Chemie an der Potchefstroom Universität (Südafrika). 1980 holte H. Kelm ihn wieder nach Frankfurt am Main, nun als Gruppenleiter, an das Institut für Physikalische Chemie. Hier habilitierte er sich 1982 und blieb bis 1986. Er übernahm im Jahre 1987 die Professur für Anorganische Chemie an der Universität Witten/Herdecke. Von 1994 an war er Ordinarius des Lehrstuhls für anorganische und analytische Chemie der Friedrich-Alexander Universität Erlangen-Nürnberg. Nach seiner Emeritierung 2010 übernahm er 2013 eine Professur für Anorganische Chemie an der Jagellonischen Universität in Krakau und ab 2015 eine an der Nikolaus-Kopernikus-Universität in Toruń. Beide Professuren hat er bis heute inne.
Der Forschungsschwerpunkt van Eldiks liegt in der Untersuchung von anorganischen und bioanorganischen Reaktionsmechanismen, wann immer möglich mit Hochdruckmethoden. Zusätzlich war er Forschungsgruppenleiter beim Bayerischen Forschungsverbund Abfallforschung und Reststoffverwertung (BayFORREST) und dem Bayerischen Forschungsverbund Prionen (FORPRION). Van Eldik ist Dozent des GDCh-Lehrerfortbildungszentrums für bayerische Chemielehrkräfte und war Mitglied der kollegialen Leitung des Computer-Chemie-Centrums der Friedrich-Alexander-Universität Erlangen-Nürnberg.
Neben seinen wissenschaftlichen Leistungen ist van Eldik einem breiten Publikum durch seine öffentliche Experimentalvorlesung (Zaubervorlesung) bekannt geworden, in der er mit dem Konzept des „Edutainments“ versucht, chemische Phänomene allgemein verständlich zu erklären und eine neue Begeisterung für die Naturwissenschaft Chemie zu wecken. Diese Aktivität übernahm van Eldik 1995 von seinem Vorgänger Klaus Brodersen und entwickelte sie zur „Magic Show“ weiter. Er trägt deshalb in Erlangen den Spitznamen Magic Rudi.
Für seine herausragenden wissenschaftlichen Leistungen und in Anerkennung seiner internationalen Forschungskooperationen wurde van Eldik mit fünf Ehrendoktorwürden ausgezeichnet:
- 1997 Universität Potchefstroom, Südafrika
- 2006 Universität Kragujevac, Serbien
- 26. Mai 2010 Jagellonische Universität Krakau, Polen
- 2. September 2010 Universität Pretoria, Pretoria, Südafrika[3]
- 4. Juni 2012 Staatliche chemisch-technologische Universität Iwanowo (ISUCT), Iwanowo, Russland

Des Weiteren wurde Rudi van Eldik 1979 mit der Raikes Medal der South African Chemical Institute und am 14. April 2009  mit dem Verdienstkreuz am Bande des Verdienstordens der Bundesrepublik Deutschland ausgezeichnet. Seit 1999 ist er Ehrenmitglied (Honorary Fellow) der Royal Society of South Africa.

## Leben
Er ist Vater zweier Kinder, sein Schwiegersohn ist der Teilchenphysiker Christopher van Eldik.

## Werke
- Autor von 9 Büchern
- mehr als 1000 wissenschaftliche Publikationen
- ca. 420 Beiträge zu wissenschaftlichen Tagungen
- Editor der Buchserie: Advances in Inorganic Chemistry
- Mitglied des Editorial Boards der Zeitschrift Journal of Coordination Chemistry
- Lehrfilm Alles wird gut! der Sicherheitsfilm – sicheres Arbeiten in chemischen Laboren, der Unterweisungsfilm für Studierende und Auszubildende in Laboratorien (zur Broschüre GUV-I 8553), 2005, CD-ROM.